# Арена Рига
„Арена Рига“ е закрита мултифункционална арена в Рига, Латвия. Използва се, главно, за хокей, баскетбол и концерти. Арената в Рига е построена през 2006 година и има капацитет за 14 500 души.